# Mistrzostwa Albanii w piłce siatkowej mężczyzn (2020/2021)
Mistrzostwa Albanii w piłce siatkowej mężczyzn 2020/2021 (alb. Kampionati kombetar i volejbollit meshkuj 2020/2021) – 75. sezon mistrzostw Albanii zorganizowany przez Albański Związek Piłki Siatkowej (Federata Shqiptare e Volejbollit, FSHV). Pierwotnie miał być zainaugurowany jesienią 2020 roku, jednak ze względu na obowiązujące w Albanii restrykcje wprowadzone w związku z pandemią COVID-19 start sezonu przesunięty został na 14 lutego 2021 roku.
W mistrzostwach Albanii brało udział 9 drużyn. Rozgrywki składały się z fazy zasadniczej oraz fazy play-off. W fazie zasadniczej drużyny podzielone zostały na dwie grupy za pomocą tzw. systemu serpentyny. W każdej grupie drużyny rozgrywały między sobą po dwa spotkania. Do fazy play-off awansowały po dwie najlepsze drużyny z każdej grupy. Faza play-off obejmowała półfinały i finały.
Po raz piętnasty mistrzem Albanii został klub Partizani Tirana, który w finałach fazy play-off pokonał Erzeni.
W sezonie 2020/2021 w eliminacjach do Ligi Mistrzów Albanię reprezentował klub Erzeni.

## System rozgrywek

### Faza zasadnicza
W fazie zasadniczej drużyny podzielone zostają na dwie grupy (A i B) za pomocą tzw. systemu serpentyny na podstawie miejsc zajętych w fazie zasadniczej mistrzostw Albanii w sezonie 2019/2020. W ramach grupy drużyny rozgrywają między sobą po dwa spotkania systemem kołowym (mecz u siebie i rewanż na wyjeździe). Do fazy play-off awans uzyskują po dwie najlepsze drużyny z każdej grupy.
| Grupa A                                                                | Grupa B                                                               |
| ---------------------------------------------------------------------- | --------------------------------------------------------------------- |
| 1. miejsce w fazie zasadniczej w sezonie 2019/2020 (Erzeni)            | 2. miejsce w fazie zasadniczej w sezonie 2019/2020 (Partizani Tirana) |
| 4. miejsce w fazie zasadniczej w sezonie 2019/2020 (Skënderbeu Korcza) | 3. miejsce w fazie zasadniczej w sezonie 2019/2020 (Tirana)           |
| 5. miejsce w fazie zasadniczej w sezonie 2019/2020 (Vllaznia Szkodra)  | 6. miejsce w fazie zasadniczej w sezonie 2019/2020 (Studenti Tirana)  |
| 5. miejsce w fazie zasadniczej w sezonie 2019/2020 (Elbasani)          | 7. miejsce w fazie zasadniczej w sezonie 2019/2020 (Farka Volley)     |
| 9. miejsce w fazie zasadniczej w sezonie 2019/2020 (Teuta Durrës)      |                                                                       |

### Faza play-off
Faza play-off składa się z półfinałów i finałów.
Półfinały

W półfinałach pary tworzone są na podstawie miejsc zajętych w fazie zasadniczej według klucza: A1–B2; B1–A2. Rywalizacja toczy się do dwóch wygranych meczów ze zmianą gospodarza po każdym spotkaniu. Gospodarzami pierwszych meczów są zespoły, które w fazie zasadniczej zajęły pierwsze miejsce w swojej grupie. Zwycięzcy w poszczególnych parach uzyskują awans do finałów.
Finały

O mistrzostwo grają zwycięzcy w parach półfinałowych. Rywalizacja toczy się do trzech wygranych meczów.

## Drużyny uczestniczące
| | Mistrzostwa Albanii 2020/2021 |   |        |
| --- | ----------------------------- | - | ------ |
| ERZ | Erzeni                        | 1 | el. LM |
| PTI | Partizani Tirana              | 2 |        |
| TIR | Tirana                        | 3 |        |
| SKË | Skënderbeu Korcza             | 4 |        |
| VLL | Vllaznia Szkodra              | 5 |        |
| STU | Studenti Tirana               | 6 |        |
| FAR | Farka Volley                  | 7 |        |
| ELB | Elbasani                      | 8 |        |
| TEU | Teuta Durrës                  | 9 |        |
| Oznaczenia: - kolumna pierwsza – skróty nazw drużyn wpisane na mapie (jeśli ta została zamieszczona), - kolumna trzecia – miejsce zajęte przez daną drużynę w poprzednim sezonie. |                               |   |        |

Uwagi:
- W sezonie 2019/2020 ze względu na przedwczesne przerwanie rozgrywek z powodu szerzenia się zakażeń wirusem SARS-CoV-2 nie wyłoniono mistrza Albanii. Klasyfikacja oparta została na tabeli po ostatniej rozegranej kolejce fazy zasadniczej (tj. po 15. kolejce).
- Żaden albański klub nie zgłosił się do Pucharu Challenge w ramach przysługujących Albanii miejsc.

## Hale sportowe
| Hala sportowa                                                  | Miejscowość | Pojemność | Klub              |
| -------------------------------------------------------------- | ----------- | --------- | ----------------- |
| Pałac Sportu Tomorr Sinani (Pallati i sportit Tomorr Sinani)   | Elbasan     | 2200      | Elbasani          |
| Pałac Sportu Ramazan Njala (Pallati i sportit Ramazan Njala)   | Durrës      | 2000      | Erzeni            |
| Pałac Sportu Ramazan Njala (Pallati i sportit Ramazan Njala)   | Durrës      | 2000      | Teuta Durrës      |
| Hala sportowa w Farkë (Palestra e sporteve në Farkë)           | Tirana      | 800       | Farka Volley      |
| Pałac Sportu Farie Hoti (Pallati i sportit Farie Hoti)         | Tirana      | 1200      | Tirana            |
| Park Olimpijski Feti Borova (Parku Olimpik Feti Borova)        | Tirana      | 1200      | Partizani Tirana  |
| Pałac Sportu Asllan Rusi (Pallati i sportit Asllan Rusi)       | Tirana      | 4000      | Partizani Tirana  |
| Pałac Sportu Asllan Rusi (Pallati i sportit Asllan Rusi)       | Tirana      | 4000      | Studenti Tirana   |
| Pałac Sportu Tamara Nikolla (Pallati i sportit Tamara Nikolla) | Korcza      | 2400      | Skënderbeu Korcza |
| Pałac Sportu Qazim Dërvishi (Pallati i sportit Qazim Dërvishi) | Szkodra     | 1200      | Vllaznia Szkodra  |

## Trenerzy
| Klub              | Pierwszy trener | Narodowość |
| ----------------- | --------------- | ---------- |
| Elbasani          | Fisnik Lushjani | Albania    |
| Erzeni            | Arben Sako      | Albania    |
| Farka Volley      | Dritan Bardhi   | Albania    |
| Tirana            | Ilia Koja       | Albania    |
| Partizani Tirana  | Ylli Tomorri    | Albania    |
| Skënderbeu Korcza | Pandi Kapedani  | Albania    |
| Studenti Tirana   | Fatmir Myrta    | Albania    |
| Teuta Durrës      | Mirion Vllamasi | Albania    |
| Vllaznia Szkodra  | Artan Kalaja    | Albania    |

## Faza zasadnicza

### Grupa A

#### Tabela wyników
| Gospodarz \ Gość1 | ERZ | SKË | VLL | ELB | TEU |
| ----------------- | --- | --- | --- | --- | --- |
| Erzeni            | -   | 3:0 | 3:0 | 3:0 | 3:0 |
| Skënderbeu Korcza | 3:2 | -   | 1:3 | 3:0 | 3:0 |
| Vllaznia Szkodra  | 0:3 | 3:1 | -   | 3:0 | 3:0 |
| Elbasani          | 0:3 | 1:3 | 0:3 | -   | 3:0 |
| Teuta Durrës      | 0:3 | 0:3 | 0:3 | 3:1 | -   |

Źródło: FSHV – Data Project (alb.)
1 Drużyna gospodarzy jest wymieniona po lewej stronie tabeli.
Kolory:
  zwycięstwo gospodarzy 3:0 lub 3:1
  zwycięstwo gospodarzy 3:2
  zwycięstwo gości 3:0 lub 3:1
  zwycięstwo gości 3:2

#### Terminarz i wyniki spotkań
| Data        | Godz. | Gospodarz         | Rezultat                               | Gość              |
| ----------- | ----- | ----------------- | -------------------------------------- | ----------------- |
| 1. KOLEJKA  |       |                   |                                        |                   |
| 14.02.2021  | 16:00 | Vllaznia Szkodra  | 3:0 (25:0, 25:0, 25:0)                 | Elbasani          |
| 24.02.2021  | 12:00 | Skënderbeu Korcza | 3:0 (25:14, 25:10, 25:12)              | Teuta Durrës      |
| 2. KOLEJKA  |       |                   |                                        |                   |
| 21.02.2021  | 14:00 | Erzeni            | 3:0 (25:15, 25:15, 25:23)              | Skënderbeu Korcza |
| 21.02.2021  | 16:00 | Teuta Durrës      | 0:3 (10:25, 16:25, 19:25)              | Vllaznia Szkodra  |
| 3. KOLEJKA  |       |                   |                                        |                   |
| 28.02.2021  | 15:00 | Elbasani          | 3:0 (25:18, 25:15, 25:15)              | Teuta Durrës      |
| 28.02.2021  | 16:00 | Vllaznia Szkodra  | 0:3 (22:25, 17:25, 15:25)              | Erzeni            |
| 4. KOLEJKA  |       |                   |                                        |                   |
| 04.03.2021  | 11:00 | Skënderbeu Korcza | 1:3 (25:22, 16:25, 19:25, 22:25)       | Vllaznia Szkodra  |
| 04.03.2021  | 16:00 | Erzeni            | 3:0 (25:10, 25:14, 25:12)              | Elbasani          |
| 5. KOLEJKA  |       |                   |                                        |                   |
| 07.03.2021  | 13:00 | Elbasani          | 1:3 (25:18, 13:25, 21:25, 22:25)       | Skënderbeu Korcza |
| 07.03.2021  | 17:00 | Teuta Durrës      | 0:3 (17:25, 17:25, 16:25)              | Erzeni            |
| 6. KOLEJKA  |       |                   |                                        |                   |
| 17.03.2021  | 14:30 | Teuta Durrës      | 0:3 (8:25, 7:25, 9:25)                 | Skënderbeu Korcza |
| 17.03.2021  | 16:00 | Elbasani          | 0:3 (16:25, 18:25, 18:25)              | Vllaznia Szkodra  |
| 7. KOLEJKA  |       |                   |                                        |                   |
| 21.03.2021  | 13:00 | Skënderbeu Korcza | 3:2 (25:9, 17:25, 21:25, 25:13, 15:10) | Erzeni            |
| 21.03.2021  | 16:00 | Vllaznia Szkodra  | 3:0 (25:9, 25:8, 25:14)                | Teuta Durrës      |
| 8. KOLEJKA  |       |                   |                                        |                   |
| 25.03.2021  | 14:30 | Teuta Durrës      | 3:1 (25:23, 14:25, 25:19, 25:20)       | Elbasani          |
| 25.03.2021  | 16:30 | Erzeni            | 3:0 (25:14, 25:18, 25:18)              | Vllaznia Szkodra  |
| 9. KOLEJKA  |       |                   |                                        |                   |
| 28.03.2021  | 11:00 | Vllaznia Szkodra  | 3:1 (27:25, 20:25, 25:23, 25:22)       | Skënderbeu Korcza |
| 28.03.2021  | 16:00 | Elbasani          | 0:3 (14:25, 10:25, 21:25)              | Erzeni            |
| 10. KOLEJKA |       |                   |                                        |                   |
| 31.03.2021  | 13:00 | Skënderbeu Korcza | 3:0 (25:15, 25:18, 25:14)              | Elbasani          |
| 31.03.2021  | 16:30 | Erzeni            | 3:0 (25:15, 25:19, 25:15)              | Teuta Durrës      |

#### Tabela
| Lp. | Drużyna           | Pkt | Mecze | Mecze | Mecze | Rodzaj wyniku | Rodzaj wyniku | Rodzaj wyniku | Rodzaj wyniku | Rodzaj wyniku | Rodzaj wyniku | Sety | Sety | Sety  | Małe punkty | Małe punkty | Małe punkty |
| Lp. | Drużyna           | Pkt | M     | W     | P     | 3:0           | 3:1           | 3:2           | 2:3           | 1:3           | 0:3           | wyg. | prz. | stos. | zdob.       | str.        | stos.       |
| --- | ----------------- | --- | ----- | ----- | ----- | ------------- | ------------- | ------------- | ------------- | ------------- | ------------- | ---- | ---- | ----- | ----------- | ----------- | ----------- |
| 1   | Erzeni            | 22  | 8     | 7     | 1     | 7             | 0             | 0             | 1             | 0             | 0             | 23   | 3    | 7.667 | 607         | 440         | 1.38        |
| 2   | Vllaznia Szkodra  | 18  | 8     | 6     | 2     | 4             | 2             | 0             | 0             | 0             | 2             | 18   | 8    | 2.25  | 598         | 455         | 1.314       |
| 3   | Skënderbeu Korcza | 14  | 8     | 5     | 3     | 3             | 1             | 1             | 0             | 2             | 1             | 17   | 12   | 1.417 | 651         | 539         | 1.208       |
| 4   | Elbasani          | 3   | 8     | 1     | 7     | 1             | 0             | 0             | 0             | 2             | 5             | 5    | 21   | 0.238 | 423         | 605         | 0.699       |
| 5   | Teuta Durrës      | 3   | 8     | 1     | 7     | 0             | 1             | 0             | 0             | 0             | 7             | 3    | 22   | 0.136 | 372         | 612         | 0.608       |

Źródło: FSHV – Data Project (alb.)
Punktacja: 3:0 i 3:1 – 3 pkt; 3:2 – 2 pkt; 2:3 – 1 pkt; 1:3 i 0:3 – 0 pkt
Zasady ustalania kolejności: 1. liczba punktów; 2. liczba zwycięstw; 3. stosunek setów; 4. stosunek małych punktów; 5. bilans w bezpośrednich meczach
     Faza play-off

### Grupa B

#### Tabela wyników
| Gospodarz \ Gość1 | PTI | TIR | STU | FAR |
| ----------------- | --- | --- | --- | --- |
| Partizani Tirana  | -   | 3:1 | 3:0 | 3:1 |
| Tirana            | 0:3 | -   | 3:1 | 3:0 |
| Studenti Tirana   | 0:3 | 0:3 | -   | 0:3 |
| Farka Volley      | 0:3 | 1:3 | 1:3 | -   |

Źródło: FSHV – Data Project (alb.)
1 Drużyna gospodarzy jest wymieniona po lewej stronie tabeli.
Kolory:
  zwycięstwo gospodarzy 3:0 lub 3:1
  zwycięstwo gospodarzy 3:2
  zwycięstwo gości 3:0 lub 3:1
  zwycięstwo gości 3:2

#### Terminarz i wyniki spotkań
| Data       | Godz. | Gospodarz        | Rezultat                         | Gość             |
| ---------- | ----- | ---------------- | -------------------------------- | ---------------- |
| 1. KOLEJKA |       |                  |                                  |                  |
| 19.02.2021 | 17:30 | Partizani Tirana | 3:1 (23:25, 25:20, 25:10, 25:14) | Farka Volley     |
| 19.02.2021 | 17:30 | Tirana           | 3:1 (26:24, 25:14, 26:28, 25:22) | Studenti Tirana  |
| 2. KOLEJKA |       |                  |                                  |                  |
| 26.02.2021 | 17:30 | Farka Volley     | 1:3 (21:25, 25:13, 20:25, 20:25) | Studenti Tirana  |
| 26.02.2021 | 17:30 | Partizani Tirana | 3:1 (25:23, 23:25, 25:23, 31:29) | Tirana           |
| 3. KOLEJKA |       |                  |                                  |                  |
| 05.03.2021 | 17:30 | Tirana           | 3:0 (25:22, 25:16, 25:12)        | Farka Volley     |
| 05.03.2021 | 17:30 | Studenti Tirana  | 0:3 (16:25, 19:25, 20:25)        | Partizani Tirana |
| 4. KOLEJKA |       |                  |                                  |                  |
| 19.03.2021 | 17:30 | Farka Volley     | 0:3 (18:25, 23:25, 19:25)        | Partizani Tirana |
| 19.03.2021 | 17:30 | Studenti Tirana  | 0:3 (23:25, 16:25, 13:25)        | Tirana           |
| 5. KOLEJKA |       |                  |                                  |                  |
| 26.03.2021 | 17:30 | Studenti Tirana  | 0:3 (25:27, 23:25, 12:25)        | Farka Volley     |
| 26.03.2021 | 17:30 | Tirana           | 0:3 (23:25, 17:25, 23:25)        | Partizani Tirana |
| 6. KOLEJKA |       |                  |                                  |                  |
| 31.03.2021 | 17:30 | Farka Volley     | 1:3 (25:15, 20:25, 21:25, 17:25) | Tirana           |
| 31.03.2021 | 17:30 | Partizani Tirana | 3:0 (25:15, 25:20, 25:13)        | Studenti Tirana  |

#### Tabela
| Lp. | Drużyna          | Pkt | Mecze | Mecze | Mecze | Rodzaj wyniku | Rodzaj wyniku | Rodzaj wyniku | Rodzaj wyniku | Rodzaj wyniku | Rodzaj wyniku | Sety | Sety | Sety  | Małe punkty | Małe punkty | Małe punkty |
| Lp. | Drużyna          | Pkt | M     | W     | P     | 3:0           | 3:1           | 3:2           | 2:3           | 1:3           | 0:3           | wyg. | prz. | stos. | zdob.       | str.        | stos.       |
| --- | ---------------- | --- | ----- | ----- | ----- | ------------- | ------------- | ------------- | ------------- | ------------- | ------------- | ---- | ---- | ----- | ----------- | ----------- | ----------- |
| 1   | Partizani Tirana | 18  | 6     | 6     | 0     | 4             | 2             | 0             | 0             | 0             | 0             | 18   | 2    | 9     | 502         | 395         | 1.271       |
| 2   | Tirana           | 12  | 6     | 4     | 2     | 2             | 2             | 0             | 0             | 1             | 1             | 13   | 8    | 1.625 | 505         | 452         | 1.117       |
| 3   | Farka Volley     | 3   | 6     | 1     | 5     | 1             | 0             | 0             | 0             | 3             | 2             | 6    | 15   | 0.4   | 425         | 486         | 0.874       |
| 4   | Studenti Tirana  | 3   | 6     | 1     | 5     | 0             | 1             | 0             | 0             | 1             | 4             | 4    | 16   | 0.25  | 391         | 490         | 0.798       |

Źródło: FSHV – Data Project (alb.)
Punktacja: 3:0 i 3:1 – 3 pkt; 3:2 – 2 pkt; 2:3 – 1 pkt; 1:3 i 0:3 – 0 pkt
Zasady ustalania kolejności: 1. liczba punktów; 2. liczba zwycięstw; 3. stosunek setów; 4. stosunek małych punktów; 5. bilans w bezpośrednich meczach
     Faza play-off

## Faza play-off

### Drabinka
|  |           |                  |           |                  |           |   |   |        |        |        |        |        |        |        |
|  | Półfinały | Półfinały        | Półfinały | Półfinały        | Półfinały |   |   | Finały | Finały | Finały | Finały | Finały | Finały | Finały |
|  | Półfinały | Półfinały        | Półfinały | Półfinały        | Półfinały |   |   | Finały | Finały | Finały | Finały | Finały | Finały | Finały |
|  |           |                  |           |                  |           |   |   |        |        |        |        |        |        |        |
|  |           |                  |           |                  |           |   |   |        |        |        |        |        |        |        |
|  | A1        | Erzeni           | 3         | 1                | 3         |   |   |        |        |        |        |        |        |        |
|  | A1        | Erzeni           | 3         | 1                | 3         |   |   |        |        |        |        |        |        |        |
|  | B2        | Tirana           | 0         | 3                | 2         |   |   |        |        |        |        |        |        |        |
|  | B2        | Tirana           | 0         | 3                | 2         |   |   | A1     | Erzeni | 2      | 0      | 0      |        |        |
|  |           |                  |           |                  |           |   |   | A1     | Erzeni | 2      | 0      | 0      |        |        |
|  |           |                  | B1        | Partizani Tirana | 3         | 3 | 3 |        |        |        |        |        |        |        |
|  | B1        | Partizani Tirana | B1        | Partizani Tirana | 3         | 3 | 3 | 3      | 3      |        |        |        |        |        |
|  | B1        | Partizani Tirana |           |                  |           |   |   |        |        |        |        |        |        |        |
|  | A2        | Vllaznia Szkodra | 0         | 0                |           |   |   |        |        |        |        |        |        |        |
|  | A2        | Vllaznia Szkodra | 0         | 0                |           |   |   |        |        |        |        |        |        |        |
|  |           |                  |           |                  |           |   |   |        |        |        |        |        |        |        |

### Półfinały
(do dwóch zwycięstw)
| Data                  | Godz.                 | Gospodarz             | Rezultat                                | Gość                  |
| --------------------- | --------------------- | --------------------- | --------------------------------------- | --------------------- |
| Erzeni (A1)           | Erzeni (A1)           | Erzeni (A1)           | 2 – 1                                   | (B2) Tirana           |
| 03.04.2021            | 18:00                 | Erzeni                | 3:0 (28:26, 25:20, 28:26)               | Tirana                |
| 05.04.2021            | 17:00                 | Tirana                | 3:1 (25:20, 21:25, 25:21, 25:15)        | Erzeni                |
| 07.04.2021            | 18:00                 | Erzeni                | 3:2 (25:21, 25:27, 13:25, 25:20, 15:13) | Tirana                |
| Partizani Tirana (B1) | Partizani Tirana (B1) | Partizani Tirana (B1) | 2 – 0                                   | (A2) Vllaznia Szkodra |
| 03.04.2021            | 18:00                 | Partizani Tirana      | 3:0 (25:17, 25:16, 25:14)               | Vllaznia Szkodra      |
| 05.04.2021            | 18:00                 | Vllaznia Szkodra      | 0:3 (20:25, 20:25, 20:25)               | Partizani Tirana      |

### Finały
(do trzech zwycięstw)
| Data        | Godz.       | Gospodarz        | Rezultat                                | Gość                  |
| ----------- | ----------- | ---------------- | --------------------------------------- | --------------------- |
| Erzeni (A1) | Erzeni (A1) | Erzeni (A1)      | 0 – 3                                   | (B1) Partizani Tirana |
| 09.04.2021  | 18:00       | Partizani Tirana | 3:2 (25:15, 25:22, 24:26, 22:25, 17:15) | Erzeni                |
| 11.04.2021  | 18:00       | Erzeni           | 0:3 (20:25, 21:25, 20:25)               | Partizani Tirana      |
| 13.04.2021  | 18:00       | Partizani Tirana | 3:0 (25:18, 25:19, 25:23)               | Erzeni                |

## Klasyfikacja końcowa
| Poz. | Drużyna          |
| ---- | ---------------- |
| 1.   | Partizani Tirana |
| 2.   | Erzeni           |
| 3.   | Tirana           |
| 3.   | Vllaznia Szkodra |

| Poz. | Drużyna           |
| ---- | ----------------- |
| 1.   | Erzeni            |
| 2.   | Vllaznia Szkodra  |
| 3.   | Skënderbeu Korcza |
| 4.   | Elbasani          |
| 5.   | Teuta Durrës      |

| Poz. | Drużyna          |
| ---- | ---------------- |
| 1.   | Partizani Tirana |
| 2.   | Tirana           |
| 3.   | Farka Volley     |
| 4.   | Studenti Tirana  |

     Eliminacje Ligi Mistrzów 2021/2022
     Puchar Challenge 2021/2022

## Statystyki

### Sety i małe punkty
| Kolejka/ Runda                          | Mecze                                   | Sety (średnio na mecz)                  | Sety (średnio na mecz)                  | Małe punkty (średnio na set)            | Małe punkty (średnio na set)            | Kolejka/ Runda                          | Mecze                                   | Sety (średnio na mecz)                  | Sety (średnio na mecz)                  | Małe punkty (średnio na set)            | Małe punkty (średnio na set)            |
| --------------------------------------- | --------------------------------------- | --------------------------------------- | --------------------------------------- | --------------------------------------- | --------------------------------------- | --------------------------------------- | --------------------------------------- | --------------------------------------- | --------------------------------------- | --------------------------------------- | --------------------------------------- |
| Faza zasadnicza – grupa A               | Faza zasadnicza – grupa A               | Faza zasadnicza – grupa A               | Faza zasadnicza – grupa A               | Faza zasadnicza – grupa A               | Faza zasadnicza – grupa A               | Faza zasadnicza – grupa B               | Faza zasadnicza – grupa B               | Faza zasadnicza – grupa B               | Faza zasadnicza – grupa B               | Faza zasadnicza – grupa B               | Faza zasadnicza – grupa B               |
| 1                                       | 2                                       | 6                                       | 3,00                                    | 186                                     | 31,00                                   | 1                                       | 2                                       | 8                                       | 4,00                                    | 357                                     | 44,63                                   |
| 2                                       | 2                                       | 6                                       | 3,00                                    | 248                                     | 41,33                                   | 2                                       | 2                                       | 8                                       | 4,00                                    | 378                                     | 47,25                                   |
| 3                                       | 2                                       | 6                                       | 3,00                                    | 252                                     | 42,00                                   | 3                                       | 2                                       | 6                                       | 3,00                                    | 255                                     | 42,50                                   |
| 4                                       | 2                                       | 7                                       | 3,50                                    | 290                                     | 41,43                                   | 4                                       | 2                                       | 6                                       | 3,00                                    | 262                                     | 43,67                                   |
| 5                                       | 2                                       | 7                                       | 3,50                                    | 299                                     | 42,71                                   | 5                                       | 2                                       | 6                                       | 3,00                                    | 275                                     | 45,83                                   |
| 6                                       | 2                                       | 6                                       | 3,00                                    | 226                                     | 37,67                                   | 6                                       | 2                                       | 7                                       | 3,50                                    | 296                                     | 42,29                                   |
| 7                                       | 2                                       | 8                                       | 4,00                                    | 291                                     | 36,38                                   |                                         |                                         |                                         |                                         |                                         |                                         |
| 8                                       | 2                                       | 7                                       | 3,50                                    | 301                                     | 43,00                                   |                                         |                                         |                                         |                                         |                                         |                                         |
| 9                                       | 2                                       | 7                                       | 3,50                                    | 312                                     | 44,57                                   |                                         |                                         |                                         |                                         |                                         |                                         |
| 10                                      | 2                                       | 6                                       | 3,00                                    | 246                                     | 41,00                                   |                                         |                                         |                                         |                                         |                                         |                                         |
| Podsumowanie fazy zasadniczej – grupa A | Podsumowanie fazy zasadniczej – grupa A | Podsumowanie fazy zasadniczej – grupa A | Podsumowanie fazy zasadniczej – grupa A | Podsumowanie fazy zasadniczej – grupa A | Podsumowanie fazy zasadniczej – grupa A | Podsumowanie fazy zasadniczej – grupa B | Podsumowanie fazy zasadniczej – grupa B | Podsumowanie fazy zasadniczej – grupa B | Podsumowanie fazy zasadniczej – grupa B | Podsumowanie fazy zasadniczej – grupa B | Podsumowanie fazy zasadniczej – grupa B |
| 1-10                                    | 20                                      | 66                                      | 3,30                                    | 2651                                    | 40,17                                   | 1-6                                     | 12                                      | 41                                      | 3,42                                    | 1823                                    | 44,46                                   |
| Faza play-off                           |                                         |                                         |                                         |                                         |                                         |                                         |                                         |                                         |                                         |                                         |                                         |
| Półfinały                               | 5                                       | 18                                      | 3,60                                    | 796                                     | 44,22                                   | Finały                                  | 3                                       | 11                                      | 3,67                                    | 487                                     | 44,27                                   |
| Podsumowanie sezonu                     |                                         |                                         |                                         |                                         |                                         |                                         |                                         |                                         |                                         |                                         |                                         |
| Faza zasadnicza                         | Faza zasadnicza                         | Faza zasadnicza                         | Faza zasadnicza                         | Faza zasadnicza                         | Faza zasadnicza                         | Faza zasadnicza                         | 32                                      | 107                                     | 3,34                                    | 4474                                    | 41,81                                   |
| Faza play-off                           | Faza play-off                           | Faza play-off                           | Faza play-off                           | Faza play-off                           | Faza play-off                           | Faza play-off                           | 8                                       | 29                                      | 3,63                                    | 1283                                    | 44,24                                   |
| Razem                                   | Razem                                   | Razem                                   | Razem                                   | Razem                                   | Razem                                   | Razem                                   | 40                                      | 136                                     | 3,40                                    | 5757                                    | 42,33                                   |